# اندی فلاندر
اندی فلاندر (انگلیسی: Andy Flounders؛ زادهٔ ۱۳ دسامبر ۱۹۶۳) بازیکن فوتبال اهل بریتانیا است.
از باشگاه‌هایی که در آن بازی کرده‌است می‌توان به باشگاه فوتبال نورث‌همپتون تاون و باشگاه فوتبال اسکانتورپ یونایتد اشاره کرد.